# Pryioutivka
Pryioutivka (ukrainien : Приютівка, russe : Приютовка) est une commune urbaine de l'oblast de Kirovohrad, en Ukraine. Elle compte 3 109 habitants en 2021.